# De drinker
Der Trinker of, zoals de titel luidt van de latere Nederlandse vertaling, De dronkaard (1950) of De drinker (in latere edities), is een autobiografisch geïnspireerde psychologische en sociale roman van de Duitse auteur Hans Fallada, een van de vertegenwoordigers van de nieuwe zakelijkheid in de Duitse literatuur, een stilistische reactie op het expressionisme.
Hij schreef deze roman tijdens de Tweede Wereldoorlog in september 1944 tijdens zijn gevangenschap in de Landesanstalt Altstrelitz in Mecklenburg, Gefängnis Nr. 5 Strelitz die tot 2001 als penitentiaire inrichting is gebruikt en na de val van nazi-Duitsland in 1945-1947 enige tijd door de Sovjet-Russische veiligheidsdienst NKVD. In 2009 zou ook zijn hier door hem bijgehouden dagboek worden gepubliceerd, In meinem fremden Land. Gefängnistagebuch 1944.
In de roman baseerde Fallada zich op zijn eigen ervaringen met zijn drankzucht en zijn verblijf in detentie. De roman verscheen postuum in Duitsland in 1950. Vervolgens werden wereldwijd vele vertalingen gepubliceerd. De Nederlandse vertaling verscheen in 1952 en werd herdrukt in 1960 en 1975.
In 2009 kwamen de romans van Fallada opnieuw internationaal in de aandacht, na de Engelse vertaling van Jeder stirbt für sich allein. In 2012 verscheen De drinker in een nieuwe uitgave, vertaald door Gr. Grose Roolfs en Anne Folkertsma, die in 2015 tevens een Nederlandstalige biografie over Fallada schreef.

## Biografische achtergrond: Fallada als drinker
Der Trinker geldt, evenals zijn vervolgens geschreven Der Alpdruck (1947), als Fallada's meest persoonlijke werk.
Fallada was in de jaren dertig van de 20e eeuw een gevierd auteur in Duitsland. Zijn boek Kleiner Mann was nun?, over het lot van een werkloze in de crisisjaren tijdens de Weimarrepubliek, was in 1932/1933 tijdens de machtsovername door de nazi's een bestseller. De uitgave er van behoedde de thans nog steeds bestaande uitgever Rowohlt voor een dreigend faillissement. Ook zijn roman Wer einmal aus dem Blechnapf frisst (1934), over de positie van gevangenen en de problematiek van reclassering, resocialisering en recidive, was een groot succes.
Zijn maatschappelijk succes als auteur bood Fallada echter geen uitweg uit zijn hang naar drank en drugs (morfine en cocaïne). Meerdere malen was hij opgenomen in klinieken, die hij telkens weer verliet als de fysieke ontwenningsverschijnselen waren verdwenen. Doordat nimmer het aspect van de psychische verslaving werd aangepakt beleefde hij telkens een terugval in zijn problematiek. Een gelukkige bijkomstigheid voor hem was wel dat hij niet werd opgeroepen voor de militaire dienst. Dat gebeurde zelfs niet toen aan het eind van de Tweede Wereldoorlog bij de dreigende ineenstorting van het Derde Rijk in de Volkssturm zowel jongens als oude mannen onder de wapenen werden geroepen.
Na beschuldigd te zijn van een poging tot doodslag op zijn echtgenote was Fallada drie en een halve maand als niet-toerekeningsvatbare in hechtenis genomen. In nazi-Duitsland was een dergelijke maatregel zonder enige vorm van proces mogelijk.
In zijn cel vervaardigde Fallada het manuscript van Der Trinker op dicht beschreven vellen papier, waarbij hij wegens de papierschaarste elke regel driemaal gebruikte. Het werd een uitgebreide behandeling van vooral zijn eigen ervaringen met zijn drankverslaving en de problemen die deze met zich meebracht in het persoonlijke leven, zowel zakelijk als met zijn echtgenote.

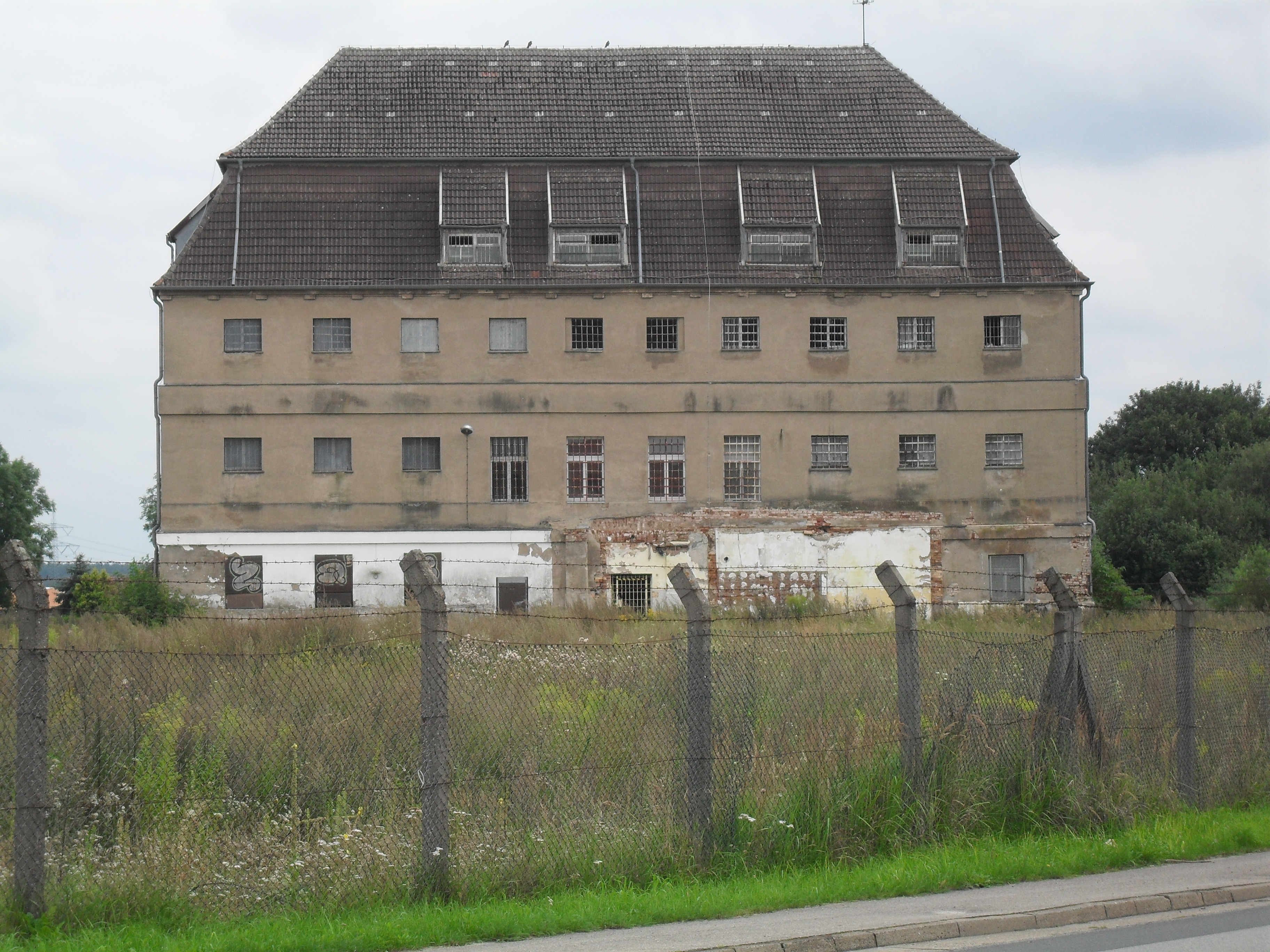
De gevangenis in Altstrelitz waar Fallada gedetineerd was en het manuscript van de roman schreef

## Het verhaal: de neergang van Erwin Sommer
Als hoofdpersoon van de in de ik-vorm geschreven roman fungeert de burgerman Erwin Sommer. Hij drijft een handelsonderneming in levensmiddelen, maar raakt na zakelijke tegenslag (hij verliest zijn belangrijkste afnemer, een gevangenis) en door zijn drankgebruik in de misère. Hij geeft zich over aan de nukken van de drank, die in zijn mijmeringen wordt gepersonificeerd als la reine d'alcool, een verleidelijke vorstin die hem steeds verder aan zich zal onderwerpen. Hij begint met wijn, maar stapt dan al snel over op gedistilleerd (Schnaps). Hij vervreemdt steeds meer van zijn vrouw Magda, tegenover wie hij aanvankelijk zijn zakelijke tegenslag verzwegen had.
Nadat hun huwelijk onvermijdelijk in een crisis geraakt, komt Sommer in aanraking met de onbetrouwbare proleet Lobedanz, die de neergaande burgerman wel verder wil helpen: van zijn geld af welteverstaan.
Wanneer Sommer dan, uit vrees dat zijn echtgenote spoedig zijn bankrekening zal blokkeren, een groot bedrag daarvan opneemt, wordt hem daarvan door de grijpgrage Lobedanz een groot deel afhandig gemaakt. Over een ander deel ervan ontfermt zich het barmeisje Elinor, met wie Sommer aanpapt en van wie hij begrip en liefde meende te ondervinden.
Voor al zijn gedragingen meent Sommer zelf telkens naar eigen oordeel volstrekt redelijke en eerzame verklaringen te hebben. Tot zijn onthutsing merkt hij dat ze door anderen echter telkens in zijn nadeel blijken te worden uitgelegd en dat hij niet in staat is die interpretaties voldoende overtuigend te ontzenuwen. Een handgemeen met zijn echtgenote Magda en daarbij door hun dienstmeisje Else opgevangen dreigende woorden, die hij daarbij zou hebben geuit, leidt zelfs tot een beschuldiging van poging tot doodslag, die tot zijn verbijstering door de politie en justitie blijkt te worden geloofd.
Dat blijkt voor Sommer het begin van een nachtmerrie, in een gevangenschap voor onbepaalde tijd. De spoedige vrijlating die hij verwachtte, blijkt een misrekening: in plaats van dat hij wordt berecht en voor het gerezen misverstand omtrent het handgemeen met zijn echtgenote wordt vrijgesproken - Sommer volhardt er immers in gewoonweg onschuldig te zijn - wordt hij wegens zijn drankzucht ontoerekeningsvatbaar verklaard en in een kliniek opgenomen.
In de kliniek blijkt Sommer overgeleverd aan het door hem betwist inzicht en de willekeur van de psychiaters en ook komt hij er te verkeren in een grauw gezelschap van allerlei onmaatschappelijke lieden afkomstig van de zelfkant van de maatschappij die er heel eigen mores op nahouden. De dramatische "ontsnapping" daaruit blijkt voor Sommer dan te bestaan uit het zich moedwillig dodelijk besmetten met tuberculose.
Deze laatste wending en het tragisch eind van de roman, waarin Sommer zich fatalistisch overgeeft aan "la reine d'alcool", vormt een wezenlijk verschil met de eigen persoonlijke lotgevallen van Fallada. Zelf was hij immers in 1944tijdens zijn gevangenschap weer aan het schrijven geslagen en daardoor leek hij eindelijk ook geestelijk zijn lot als drinker weer meester te zijn geworden. Zijn gezondheid was echter door jarenlang gebruik van drank en drugs echter dusdanig ondermijnd dat hij in 1947 zou overlijden, kort nadat hij het manuscript van Der Trinker aan zijn uitgever had overgedragen. Nog in het jaar van zijn overlijden verscheen van zijn hand het na 1945 geschreven Jeder stirbt fur sich allein, de eerste roman in het naoorlogse Duitsland over de kleine verzetspogingen in Duitsland tegen het naziregime.
Een opmerkelijk gegeven is dat nergens in Der Trinker zelfs ook maar een enkele verwijzing naar de oorlog of zelfs maar naar het nationaalsocialisme voorkomt. Dit hoewel het manuscript door Fallada in september 1944 werd geschreven (na de geallieerde landing in Normandië en tijdens de Slag om Arnhem, en terwijl aan het Oostfront de eerste eenheden van het Rode Leger in hun opmars naar Berlijn in Oost-Pruisen de Duitse grens hadden overschreden).

## Verfilming
Fallada's roman Der Trinker werd tweemaal verfilmd. Eenmaal in 1967 en eenmaal in 1995, waarbij de om zijn drankzucht beruchte acteur Harald Juhnke de rol van zijn leven speelde.

## Uitgaven
- Der Trinker, oorspr. uitg. Aufbau Verlag, Berlijn (1950), pocketuitg. Rowohlt-Taschenbuch, Reinbek (1959)
- De dronkaard, uitg. Elsevier, Amsterdam (1952)
- De drinker, uitg. Elsevier, Amsterdam (1960, 1975)
- De drinker, uitg. Cossee, Amsterdam (2012)